# それゆけ!タイガース
それゆけ!タイガースは、1980年5月7日から数年間、朝日放送で放送された阪神タイガース主催ホームゲームの録画ナイター中継の題名である。

## 概要
朝日放送では原則として毎週水曜日と日曜日に阪神甲子園球場などで行われる主催試合の地上波テレビ中継の放送権を独占しているが、テレビ朝日制作の番組編成の都合によりナイター中継を生放送できない場合、1979年以前は不定期かつ散発的だった深夜録画中継を、1980年から正式に番組枠として編成することになった（出典：『朝日放送の50年』、250ページ、Ⅲ・資料編、朝日放送株式会社）。
正式な番組名は「（司会者名）のそれゆけ!タイガース」。番組開始当初は落語家・桂春蝶が、1984年 - 1985年ごろは道上洋三アナウンサーと、熱狂的阪神タイガースファンの著名人が司会を担当していた。1986年から本格的にサンテレビ、KBS京都とのトップ&リレーナイターや日曜日の完全中継実施（これも朝日放送制作）に伴い当番組は消滅し、再び録画中継は不定期放送となった。
同じく朝日放送に優先権のあった、藤井寺球場・日本生命球場などでの近鉄バファローズ主催試合も録画中継を行うことがあったが、こちらは1996年時点で『Buffaloes MIDNIGHT ナイター』の番組名があった。

## 近年の放送実績
『それゆけ！タイガース』ではない（『スーパーベースボール〜虎バン主義〜』として放送）が、録画放送が行われた。2007年・2011年7月を除き朝日放送が放映権を所持している消化試合で、かつサンテレビで差替不能の生放送のテレビショッピングが編成されている場合に録画中継となる傾向にある。
- 2007年（1試合放送）
  - 6月2日（土曜日）交流戦の対日本ハム戦（札幌ドーム）放送時間：翌3日深夜2時30分 - 4時30分（解説:福本豊･実況:中邨雄二、ホーム側地元局である北海道テレビ〈解説:岩本勉･実況:林和人･リポーター:谷口直樹〉でも放送されたが実況･解説は両局で異なっていた）
- 2011年（2試合放送）
  - 7月27日（水曜日）対中日戦（阪神甲子園球場）放送時間：翌28日深夜1時52分 - 3時22分（解説:湯舟敏郎･実況:清水次郎）
    - 『世界水泳2011』を放送するため朝日放送では生中継での放送が出来ず、さらにサンテレビでも生放送のテレビショッピングが編成されていたため、同局でのリレー中継はおろか完全中継が出来なかったためにシーズン中盤において近年では非常に珍しい、深夜の録画中継での放送となった。但し、NHK BS1では生中継で放送された。

  - 10月16日（日曜日）対広島戦（阪神甲子園球場）　放送時間：翌17日深夜1時33分 - 3時03分（解説:吉田義男･福本豊、実況:岩本計介）
    - 阪神のBクラス決定により消化試合となったため朝日放送での生中継は見送ったが、サンテレビでも生放送のテレビショッピングが編成されていた関係で放送枠が確保出来なかったため。
- 2013年（1試合放送）
  - 9月25日（水曜日）対DeNA戦（阪神甲子園球場）放送時間：翌26日深夜1時33分 - 3時03分（解説:福本豊･中田良弘、実況:小縣裕介）
    - 阪神の優勝消滅(クライマックスシリーズには進出)により消化試合となったため朝日放送での生中継は見送ったが、サンテレビでも生放送のテレビショッピングが編成されていた関係で放送枠が確保出来なかったため。
- 2014年（1試合放送予定→生放送に変更→のち1試合放送）
  - 8月10日（日曜日）　対広島戦（京セラドーム大阪）放送時間：翌11日深夜2時23分 - 3時51分→当日13時55分から16時=最大17時25分まで延長の生中継→さらに試合開始時間変更に伴い15時20分から17時25分の生中継に変更（解説:吉田義男･有田修三、実況:中邨雄二）
    - 朝日放送が第96回全国高等学校野球選手権大会のテレビ中継を実施する予定であるのと、サンテレビも編成の都合により中継枠を確保できなかったために当初録画中継とする予定だったが、台風第11号の影響に伴い、8月9日・10日の開催を取りやめたため生中継に変更された（当初雨傘番組扱いだったためか、ビジター側地元局の広島ホームテレビでは『カープ応援中継“勝ちグセ。”』の番組名での自社での独自実況[1]による広島県ローカル向けの生中継が編成できなかった）。

  - 9月30日（火曜日）対DeNA戦（阪神甲子園球場）放送時間：翌10月1日深夜1時39分 - 3時09分（解説:福本豊･実況:山下剛）
    - 元々は、8月3日にサンテレビ･朝日放送共同制作のうえサンテレビで放送（ゲスト解説:有田修三･解説:福本豊･実況:湯浅明彦･リポーター楠淳生）される予定の試合だったが、雨のため試合が中止となり、この日に延期。阪神の優勝(クライマックスシリーズには進出)が消滅したうえに、サンテレビ･朝日放送とも編成の都合で生中継ができなかったため。
- 2017年（1試合放送）
  - 9月25日（月曜日）対DeNA戦（阪神甲子園球場）放送時間:翌9月26日深夜2時26分 - 3時41分（解説:湯舟敏郎･桧山進次郎、実況:山下剛）
    - 元々は4月26日に朝日放送（サンテレビ〈トップ&リレー〉・KBS京都〈リレー中継〉）で放送される予定だったが、雨天中止となったためこの日に延期。阪神のリーグ優勝（クライマックスシリーズには進出）が消滅したうえに、サンテレビ･朝日放送とも編成の都合で生中継ができなかったため。